# Стара река (приток на Вардар)
Вижте пояснителната страница за други значения на Стара река.
Стара река или Милеткова река (на македонска литературна норма: Стара Река, Милеткова Река) е река в Република Македония, община Гевгели, десен приток на река Вардар. Дължината ѝ е 29 километра.

## Течение
Стара река е десен и най-голям приток на Вардар във Валандовската котловина. Извира от местността Балия в северните склонове на Кожух планина на надморска височина от 1180 метра, веднага под върха Висока чука, висок 1388 метра. Започва да тече на север като поток под името Страгарница, където между върховете Костов камен (1110 метра надморска височина) отдясно и Муси бег (1096 метра надморска височина) отляво приема няколко потока от извори и приема името Стара река. Влива се във Вардар, източно от гевгелийското село Милетково.